# 中熊直正
中熊 直正（なかぐま なおまさ、1893年7月18日 - 1942年11月7日）は、日本の陸軍軍人。最終階級は陸軍少将。

## 経歴
熊本県出身。1915年（大正4年）5月25日、陸軍士官学校（27期）卒業、同年12月25日、歩兵少尉任官。1939年（昭和14年）3月、独立歩兵第2大隊長となり、1940年（昭和15年）10月、豊橋陸軍教導学校学生隊長に異動。
1941年（昭和16年）3月、歩兵大佐に昇進。1942年（昭和17年）4月、第2師団隷下歩兵第4連隊長に就任し太平洋戦争に出征、ガダルカナル島の戦いに参加し戦死。没後、陸軍少将に特進した。